# كندي بكرجيكلو
كندي بكرجيكلو (بالسويدية:Kennedy Bakircioglu)، هو لاعب كرة قدم سويدي من أصل سرياني تركي. يلعب حالياً في نادي Hammarby if في الدوري السويدي الممتاز
هاجر أهله من مدينة مديات بتركيا إلى السويد عام 1972 وكان والده أحد الأوائل الذين لعبوا لفريق آسيرسكا عند انشائه لتمثيل السريان/الآشوريين في السويد. فحذا كندي حذو والده عندما التحق بفريق الناشئين الخاص بنادي آسيرسكا. واستمر في النادي حتى عام 1998 عندما حاول الانضمام إلى نادي مانشستر يونايتد، وبعد فشل هذه المحاولة انتقل إلى نادي هامربي حيث قاده إلى أول لقب له في الدوري السويدي عام 2001.
انتقل كندي للاحتراف في الخرج فلعب لفريق أيركليس تسالونيكي اليوناني لموسمي 2003-2004 و-2004-2005. ومن ثم تحول إلى فريق تفينتي حيث شارك كأحد اللاعبين الأساسيين حتى عام 2007 عندما رحل إلى أمستردام حيث حقق مع أياكس أمستردام ثاني لقب له وذلك بفوزه على نادي آيندهوفن في نهائي الكأس. لم يحض كندي بكرجيكلو بذلك بالاهتمام الذي كان يطمح له في اياكس فانتقل مرة أخرى عام 2010 إلى فريق راسينغ سانتاندر الأسباني حيث لا يزال يلعب هناك.
شارك كندي بكرجيكلو بعدة مباريات للمنتخب السويدي لتحت الواحدة والعشرين والمنتخب الوطني السويدي.

## مسيرته الكروية
لعب كندي بكرجيكلو خلال مسيرته الاحترافية مع 6 أندية في أربعة وعشرون موسمًا وسجل خلالها 128 هدف ضمن 467 مباراة. حيث فاز في موسم واحد بالكأس وفي موسم واحد بالدوري.
خاض كندي بكرجيكلو مسيرته مع نادي آسيريسكا في موسم 1996 واستمر معه طيلة ثلاثة مواسم، مشاركًا في 34 مباراة سجل خلالها 10 أهداف. ثم انتقل إلى نادي هاماربي لكرة القدم في موسم 1999 في المرة الأولى ليلعب معه خمسة مواسم ثم في موسم 2012 ليلعب معه سبعة مواسم، حيث شارك طوالها في 269 مباراة سجل خلالها 79 هدفًا. لينتقل بعدها إلى نادي إيراكليس في موسم 2003–04 ولمدة موسمين، مشاركًا في 24 مباراة سجل خلالها 4 أهداف. ثم انتقل إلى نادي تفينتي أنشخيدة في موسم 2005–06 ولمدة موسمين، مشاركًا في 66 مباراة سجل خلالها 23 هدفًا. هذا وانتقل لاحقًا إلى نادي أياكس أمستردام في موسم 2007–08 واستمر معه طيلة ثلاثة مواسم، مشاركًا في 35 مباراة سجل خلالها 6 أهداف. ثم انتقل بعدها إلى نادي راسينغ سانتاندير في موسم 2010–11 ولمدة موسمين، مشاركًا في 39 مباراة سجل خلالها 6 أهداف أيضًا.

## روابط خارجية
- كندي بكرجيكلو على موقع الاتحاد الدولي (مؤرشف)  (الإنجليزية)
- كندي بكرجيكلو على موقع الاتحاد الأوربي (الإنجليزية)
- كندي بكرجيكلو على موقع اتحاد السويد (السويدية)
- كندي بكرجيكلو على موقع قاعدة بيانات كرة القدم.إي يو (الإنجليزية)
- كندي بكرجيكلو على موقع ناشيونال فوتبول تيمز (الإنجليزية)
- كندي بكرجيكلو على موقع Soccerbase.com (لاعب) (الإنجليزية)
- كندي بكرجيكلو على موقع Soccerway.com (الإنجليزية)
- كندي بكرجيكلو على موقع عالم كرة القدم.نت (الإنجليزية)
- http://www.torontowingedbull.com/active/kennedy.htm نسخة محفوظة 22 ديسمبر 2014 على موقع واي باك مشين.
- http://www.realracingclub.es/comunicacion/actualidad/ampliar.php?Id_contenido=4802 نسخة محفوظة 20 يوليو 2011 على موقع واي باك مشين.